# Launois-sur-Vence
Launois-sur-Vence è un comune francese di 694 abitanti situato nel dipartimento delle Ardenne nella regione del Grand Est.

## Società

### Evoluzione demografica
Abitanti censiti